# Helmut Hamann
Helmut Hamann (31 agosto 1912 – 22 giugno 1941) è stato un velocista tedesco.

## Palmarès

### Olimpiadi
- Bronzo a Berlino 1936 nella staffetta 4×400 metri.